# Hégémone (lune)
Hégémone est un satellite naturel de Jupiter.

## Caractéristiques physiques
Hégémone est un petit satellite. En supposant qu'il possède un albédo de 0,04 similaire à d'autres satellites de Jupiter, sa magnitude visuelle de 22,8 conduit à un diamètre de 3 km.
Par calcul, la masse d'Hégémone est estimée à environ 3,7 × 1013 kg.

## Orbite
Hégémone appartient au groupe de Pasiphaé, un groupe de satellites qui orbitent de façon rétrograde autour de Jupiter sur des demi-grands axes compris entre 22 800 000 et 24 100 000 km, des inclinaisons de 144,5 à 158,3° par rapport à l'équateur de Jupiter et des excentricités entre 0,25 et 0,43.

Diagramme illustrant l'orbite des satellites irréguliers de Jupiter. Le groupe de Pasiphaé est visible sur le centre-gauche.
Diagramme illustrant l'inclinaison des membres du groupe de Pasiphaé en fonction du demi-grand axe.

## Historique

### Découverte
Hégémone fut découvert en 2003 par une équipe conduite par S. Sheppard. Sa découverte fut annoncée le 6 mars 2003.

### Dénomination
Hégémone porte le nom d'Hégémone, personnage de la mythologie grecque ; Hégémone était l'une des Grâces, filles de Zeus (équivalent grec de Jupiter).
Hégémone reçut son nom définitif le 30 mars 2005, en même temps que neuf autres satellites de Jupiter. Avant cela, sa désignation provisoire était S/2003 J 8, indiquant qu'il fut le 8e satellite de Jupiter imagé pour la première fois en 2003.